# Eufrosina Maria de Oliveira
Eufrosina Maria de Oliveira, conhecida como Fulô do Panela, nasceu no povoado do Panela, na Imperial Vila da Vitória, em 1859. Era uma mulher negra, filha da ex-escravizada Maria Bernarda. No decorrer da vida teve um papel histórico importante onde viveu, participando das atividades comerciais, religiosas e políticas da Imperial Vila da Vitória.

## Vida pessoal
Eufrosina Maria de Oliveira, ou Fulô do Panela, nasceu no povoado de Panela (atual povoado de Campo Formoso), em 1859, na então Imperial Vila da Vitória, atual cidade de Vitória da Conquista. Sua mãe foi Maria Bernarda, mulher negra escravizada, que mantendo um relacionamento com o Coronel João de Oliveira Freitas, tornou-se comerciante junto com ele, adquiriu riqueza, bens materiais e escravizados ao decorrer do tempo, além de ter tido com ele cerca de 8 filhos, dentre eles Eufrosina Maria de Oliveira, aos 19 anos de idade. Eufrosina, que logo tempo depois passou a ser conhecida como Fulô do Panela, designação elaborada pelos seus próprios conterrâneos.
Fulô do Panela, historicamente falando, também herdou de seus descendentes, personalidade forte e altiva, fazendo com que no cotidiano da Vila Imperial da Vitória, se destacasse como uma mulher negra firme em suas posições e desejos. Nesse sentindo, seu primeiro relacionamento foi com Lázaro Viana, comerciante e agropecuarista, tendo 3 filhos com ele: Paulino Viana de Oliveira, Raquel Viana de Oliveira e Lídia Maria de Oliveira. Terminado esse relacionamento, ela se mudou para a sede urbana e tornou-se proprietária de uma fazenda no distrito de Barra do Choça, onde comercializava cereais e mandioca.

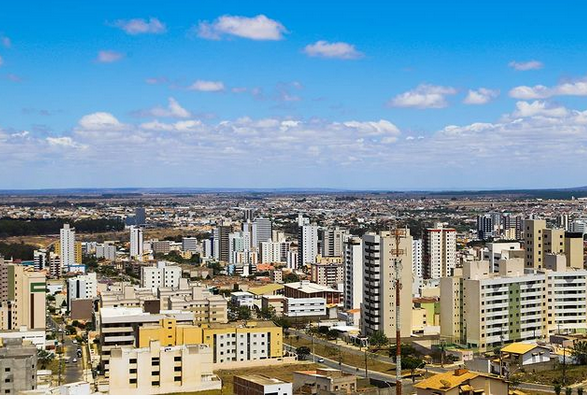
Sede urbana de Vitória da Conquista

O segundo relacionamento de Fulô do Panela foi com o comerciante italiano Francisco Pascoal, nascendo dessa relação o filho de nome Noé Morais de Oliveira.  Após o fim desse relacionamento, passado algum tempo, Fulô do Panela passou a conviver com o coronel José Fernandes de Oliveira, mais conhecido como Coronel Gugé, sendo que nesse momento de sua vida teve com ele dois filhos: Raquel e Agenor Oliveira de Freitas. Poucas referências existem sobre Raquel e sua trajetória de vida; já Agenor foi um homem de destaque na Imperial Vila da Vitória, exercendo uma série de atividades importantes e modernas, considerando a época: clarinetista da Filarmônica Vitória; alfaiate; fotógrafo; comerciante ambulante; dono de um bar e, por fim, delegado de polícia por um mandato (dois anos).
O último relacionamento de Fulô do Panela foi com o comerciante português Alfredo Trindade, não tendo filhos com ele.

## Vida social e política
O Coronel Gugé foi um militar e político influente em Conquista. Comandou a cidade de 1911 a 1915, com certa influência política até 1918. A partir de 1917 circulou em Conquista um jornal denominado “A Palavra”, veiculando as opiniões políticas do Coronel Gugé e seus correligionários, conhecidos popularmente como integrantes do grupo político “Peduros”. Diante da situação de disputa pelo comando político da Cidade de Conquista em 1919, houve um conflito armado entre “Peduros” e os “Meletes”. Nessa situação, Fulô do Panela foi uma figura ativa diante do conflito, defendendo seus parentes, que, tudo indica, eram do grupo dos “Peduros”, devido a seu relacionamento com o Coronel Gugé.
Em certa ocasião Fulô do Panela também se envolveu numa perseguição a fiéis protestantes da Igreja Batista, quando estes queriam fundar na cidade de Conquista a sede da igreja. Ela se posicionou veementemente contra a construção da igreja diretamente na frente do pastor batista. Há o relato que ela pode ter mobilizado pessoas que, durante uma madrugada, picharam de preto as portas das casas dos fiéis com uma cruz no meio.
Desde sua infância Fulô do Panela foi criada nos preceitos do catolicismo. Em 1914, fruto de sua participação na vida religiosa na cidade, em especial em obras de caridade, ajudou a fundar a Santa Casa da Misericórdia São Vicente de Paula. Alguns anos antes, em 1908, a população da região sofreu momentos de comoção e medo devido aos muitos óbitos causados por um surto de varíola. A mesma Santa Casa é um centro médico filantrópico ainda em funcionamento no município de Vitória da Conquista.
Panela era uma localidade rural da Imperial Vila da Vitória onde viveu Fulô do Panela. Na localidade havia passagens de muitos boiadeiros e tropeiros. Portanto, Fulô do Panela, além de ter nascido nessa localidade, se deparou com a oportunidade de ter como profissão a atividade comercial de produtos. A Imperial Vila da Vitória também tinha potencial para o comércio devido estar inserida numa região que era importante passagem de boiadeiros e tropeiros, que se destinavam tanto para Minas Gerais quanto para o litoral, levando a esses locais animais e produtos diversos para serem vendidos nas feiras e cidades. Bois, cavalos, mulas, escoamento da produção da agricultura e pecuária, todas as atividades comerciais possíveis e que potencializava a oportunidade de se ter comércios eram realizadas. Eram produtos originados tanto na Bahia, como em Minas e até mesmo no estrangeiro. Fulô do Panela se relacionou com pessoas que eram donas de comércio na região, adquirindo assim a oportunidade de contribuir na reprodução das condições de vida local. O Coronel Gugé, por seu turno, também foi responsável pela abertura de grandes estradas para facilitar o comércio e comunicação com as demais localidades do então império brasileiro.
Eufrosina Maria de Oliveira, mais conhecida como Fulô do Panela, viveu até os 76 anos de idade, falecendo no dia 30 de novembro de 1935, na então cidade de Conquista. Sua morte foi noticiada pelo jornal local “O Labor”, na edição de 06 de dezembro de 1935, realçando a informação de que houve muita gente em seu enterro, devido ao fato de Fulô do Panela ser muito estimada na cidade.